# Erchim FC
Der Erchim Football Club (mongol. Эрчим" Хөлбөмбөгийн Клуб), ehemals Khaan Khuns-Erchim FC, ist ein mongolischer Fußballklub mit Sitz in der Hauptstadt Ulaanbaatar. Der Klub wurde ursprünglich im Jahr 1994 und dem Namen Erchim FC gegründet. Im Jahr 2020 schloss sich dem Klub aber der zuvor noch eigenständige Klub Khaan Khuns Titem an, womit der Klub seit dem unter dem Namen Khaan Khuns-Erchim FC auftritt. Mit zwölf Titeln in der Liga ist der Klub Rekordmeister seines Landes. Gleiches gilt auch für den nationalen Pokal, wie auch den Super Cup. Im Sommer 2024 wurde der Verein wieder in Erchim FC umbenannt.

## Geschichte

### Anfänge und erste Titel
Der Klub wurde im Jahr 1994 gegründet und trat wohl erst einmal in der ehemaligen mongolischen National Championship an. Zur Saison 1996 wurde dann die Premier League eingeführt und es gelang dem Team direkt die Meisterschaft zu erreichen. Der Pokal konnte ebenso gewonnen werden. Die Meisterschaft konnte in der Folgesaison zwar nicht verteidigt werden, der Pokal konnte aber erneut gewonnen. Dann aber noch einmal in der Saison 2000. Der Pokal konnte in den kommenden Jahren 1999 und 2000 dann auch noch zweimal in Folge gewonnen werden.

### Kurze Flauten und weitere Meisterschaften
Der nächste Titel in der Liga sollte schließlich noch einmal 2002 folgen. Darauf folgte eine Zeit in der eher andere Mannschaften die Titel gewinnen sollten, wo genau sich der Klub in den folgenden Spielzeiten platzierte ist dabei nicht komplett überliefert. Klar ist aber, dass die Mannschaft mit 33 Punkten sich am Ende der Saison 2007 auf dem zweiten Platz der Endtabelle positioniert, in den Play-offs konnte sich das Team dann aber gegen den zuvor noch vor ihnen platzierten Klub Khangarid im Finale durchsetzen und damit die Meisterschaft für sich gewinnen. Gleiches gelang dann direkt in der Folgesaison, diesmal stand die Mannschaft aber schon vor den Play-offs mit 39 Punkten auf dem ersten Platz der Tabelle.
Nachdem die Mannschaft nach der Saison 2011 nicht einmal mehr die Play-offs erreicht hatte, gelang mit 27 Punkten nach der Saison 2012 wieder eine Meisterschaft, diesmal gab es auch keine Play-offs, womit die Meisterschaft sofort feststand. Ebenso konnte auch der nationale Pokal gewonnen werden. Dadurch gelang dem Klub ein erster kleiner Abstecher in den internationalen Wettbewerb. Beim AFC President’s Cup 2012 landete der Klub in der Gruppe A erzielte jedoch nur einen Punkt in der Vorrunde.
Weitere Meisterschaften und Pokalsiege folgten darauf noch 2013, 2015 und 2016.

### Auftritte auf internationaler Ebene
Durch letztere Meisterschaft gelang dem Klub auch erstmals der große Sprung auf das internationale Parkett. Bei der ersten Qualifikationsrunde zum AFC Cup 2017, welche im August 2016 stattfand, wurde das Team in die Gruppe 2 eingeordnet, trotz dessen dass die Mannschaft mit einem Sieg und einer Niederlage eigentlich nur drei Punkte erlangte und somit nur den zweiten Platz, innehatte, durfte die Mannschaft statt dem eigentlich auf dem ersten Platz befindlichem Three Star Club aus Nepal in die nächste Runde einziehen. Dies rührte daraus, dass der nepalesische Verband keine Registrierung des Klubs vorgenommen hatte. Im Hauptwettbewerb gab es in der Gruppe I aus vier Spielen nur Niederlage, womit die Mannschaft mit einem Torverhältnis von 0:21 wieder nach Hause fuhr.
Eine weitere Meisterschaft konnte ebenfalls 2017 noch erreicht werden. Bei der Play-off-Runde in der Qualifikationsphase zum AFC Cup 2018 setzte es dann nach Hin- und Rückspiel eine 0:7-Niederlage gegen den nordkoreanischen Vertreter Hwaebul SC, womit der Wettbewerb für die Mannschaft hiernach schon wieder vorbei war. Die bislang letzte Meisterschaft wurde in der Saison 2018 erreicht. Beim AFC Cup 2019 gab es dann erneut ein Aufeinandertreffen mit einem nordkoreanischen Klub, diesmal war es der Ryomyong SC, welcher sich nach beiden Spielen mit 0:6 durchsetzen konnte, damit gelang es der Mannschaft ein weiteres Mal nicht über die Qualifikationsphase hinauszukommen. Zuletzt gelang dann nochmal im Jahr 2019 der Gewinn des nationalen Pokals.

### Fusion und Umbenennung
2020 fusionierten die beiden Vereine Erchim FC und Khaan Khuns Titem. Seit 2020 heißt der Verein Khaan Khuns-Erchim FC.

## Erfolge
- National Premier League: 13
  - 1996, 1998, 2000, 2002, 2007, 2008, 2012, 2013, 2015, 2016, 2017, 2018, 2021/22
- Mongolia Cup: 9
  - 1996, 1997, 1999, 2000, 2011, 2012, 2015, 2019
- MFF Supercup: 8
  - 2011, 2012, 2013, 2014, 2015, 2016, 2018, 2019, 2022

## Stadion
Der Verein trägt seine Heimspiele im Erchim Stadium in Ulaanbaatar aus. Das Stadion hat ein Fassungsvermögen von 2000 Personen.
Koordinaten: 47° 53′ 20,2″ N, 106° 47′ 51,1″ O

## Saisonplatzierung
| Saison                | Liga                    | Level     | Platz     | Mongolia Cup |
| Erchim FC             | Erchim FC               | Erchim FC | Erchim FC | Erchim FC    |
| --------------------- | ----------------------- | --------- | --------- | ------------ |
| 2011                  | National Premier League | 1         | 5.        |              |
| 2012                  | National Premier League | 1         | 1.        | Sieger       |
| 2013                  | National Premier League | 1         | 1.        |              |
| 2014                  | National Premier League | 1         | 2.        |              |
| 2015                  | National Premier League | 1         | 1.        | Sieger       |
| 2016                  | National Premier League | 1         | 1.        | Achtelfinale |
| 2017                  | National Premier League | 1         | 1.        | Halbfinale   |
| 2018                  | National Premier League | 1         | 1.        | Halbfinale   |
| 2019                  | National Premier League | 1         | 2.        | Sieger       |
| Khaan Khuns-Erchim FC |                         |           |           |              |
| 2020                  | National Premier League | 1         | 4.        |              |
| 2021                  | National Premier League | 1         | 5.        |              |
| 2021/22               | National Premier League | 1         | 1.        |              |
| 2022/23               | National Premier League | 1         | 7.        | Achtelfinale |
| 2023/24               | National Premier League | 1         | 7.        | Achtelfinale |
| Erchim FC             |                         |           |           |              |
| 2024/25               | National Premier League | 1         | 8.        |              |

## Trainerchronik
| Trainer                  | Nation   | von            | bis               |
| ------------------------ | -------- | -------------- | ----------------- |
| Dorjsüren Lkhamsürengiin | Mongolei | 1. Januar 1993 | 31. Dezember 2013 |
| Dovdon Batnasan          | Mongolei | 1. Januar 2012 | 30. Juni 2015     |
| Vojislav Bralušić        | Serbien  | 1. August 2012 | 30. Juni 2014     |
| Battulga Zorigtyn        | Mongolei | 1. Juli 2016   | 30. Juni 2019     |
| Dovdon Batnasan          | Mongolei | 1. Januar 2019 | heute             |